# Virgen de San Sebastián
La Virgen de San Sebastián es un óleo sobre tabla de 265 x 161 cm de Correggio, de hacia 1524 y que se conserva en la Gemäldegalerie de Dresde.

## Historia
El imponente retablo de un solo panel (pala, en italiano) que se conserva en Dresde fue encargado por la cofradía de San Sebastián de Módena, con la probable mediación de su cofrade Francesco Grillenzoni, a quien Vasari recordaba como "amigo íntimo de Correggio" y propietario del Matrimonio místico de Santa Catalina de Alejandría en presencia de San Sebastián.
No se conoce con exactitud la fecha de su ejecución pero consideraciones estilísticas, unidas a la presencia de San Roque, santo generalmente invocado para la curación de la peste, han hecho pensar que el encargo estaba relacionado con una peste y como hay documentada una epidemia grave de peste en Módena en 1523, se cree que el retablo fue ejecutado hacia 1524. Vasari lo recuerda brevemente cuando todavía se encontraba en su ubicación original.
Posse sugiere en la creación de la obra la influencia de Miguel Ángel,  cuyas pinturas de la Capilla Sixtina Correggio pudo haber visto durante un viaje a Roma en 1518.
En el siglo XVII Francisco I de Este la quiso para su galería, donde la obra fue admirada por Francesco Scannelli, quien la elogió con entusiasmo. Como gran parte de la colección de los Este, esta pintura también fue adquirida en 1746 por Augusto III de Sajonia, quien la llevó a Dresde, donde todavía se encuentra.
La obra tuvo un rápido éxito, como lo atestiguan un grabado de Carlo Bertelli  y una copia de Federico Zuccaro. 

## Descripción y estilo
La imagen se divide en dos partes, una superior, divina, donde ante el resplandor dorado de la gloria la Virgen rodeada de querubines y flanqueada por ángeles de pie está sentada sobre una nube con el Niño y otra inferior, terrenal, en la que a la izquierda maniatado a un arbolillo está el joven San Sebastián, desnudo excepto un paño en las caderas y mirando extasiado arriba a la Virgen que un ángel niño le indica con la mano, mientras otro angelito más pequeño se resbala de la nube, en el centro arrodillado el anciano San Geminiano obispo de Módena, a quien un angelote sentado en el suelo le tiende una maqueta de la famosa catedral de la ciudad, y San Roque durmiendo a la derecha. Sonriendo con amabilidad, la Virgen aparece como en una visión celestial, quizás la corporeización del sueño del propio San Roque que la invocó para liberar la ciudad de la peste: de hecho su muslo está perfecto, sin el bubón o llaga habituales, probablemente curado por el toque de la luz divina.
La Virgen es representada como portadora de luz, un motivo común en la iconografía cristiana, también simbólicamente, para glorificar a la Madre de Dios. La Virgen y el Niño como aparición celestial a un santo o grupo de ellos fue también un motivo popular e innovador en el Renacimiento italiano; otros ejemplos se encuentran en obras famosas como la Virgen Sixtina y la Virgen de Foligno de Rafael o Aparición de la Virgen a San Antonio y San Jorge de Pisanello, uno de los primeros ejemplos.
El estilo de Correggio en aquellos años había alcanzado ya una plena madurez, como lo demuestra la excepcional capacidad de organizar la escena entrelazando los gestos y las miradas de las figuras y reservando un elegante contraposto con la figura del obispo que con la diestra señala a la Virgen al observador, hacia quien se vuelve y dirige su mirada y mano izquierda. Se erige así como un verdadero intercesor entre el mundo celestial evocado por la parte superior del retablo y el mundo terrenal al que él mismo pertenece junto con el espectador. El suelo se desliza hacia fuera del encuadre, como lo demuestra la figura angélica que sostiene el modelo de la ciudad, abajo a la izquierda. Así, cada observador está incluido en la fluida ascensión hacia arriba, y los dos mundos, el terrestre y el celeste, se compenetran verdaderamente sin cesuras: basta mirar esa pierna del ángel que atraviesa la nube.
Este recurso retórico, junto con la extrema naturalidad con la que se describen los gestos de los personajes y junto con esa sensación de movimiento que impregna la escena, contribuye a que la imagen se perciba como un todo que parece desplegarse y renovarse, como en una representación sacra, cada vez que es captada por la mirada de un espectador. Soluciones similares con sabor prebarroco se encuentran también en retablos posteriores, como la otra gran ancona pintada para Módena, la Virgen de San Jorge o la Adoración de los Pastores pintada para Reggio.